# 6 TCN
Năm 6 TCN là một năm trong lịch Julius. 

## Sinh
- 25 tháng 12 - Jesus: Nhân vật lịch sử người Do Thái, nhà thuyết giảng, người chữa lành và là người sáng lập ra Kitô giáo (m.33 SCN)